# Nuno Pires Maldonado
Nuno Pires Maldonado foi um nobre e cavaleiro medieval do Reino de Portugal onde foi Senhor da Casa de Aldana.

## Relações familiares
Casou com Aldara Fernandes Turrichão filha de Fernão Pires Torrichão, Meirinho-mor da Galiza e de Teresa Pires Gato, de quem teve:
1. Ermesenda Nunes Maldonado casada com Paio Mendes Sored (1210 -?), 2.º Senhor de Sotomaior e filho de Mem Pais Sored (1180 -?), 1.º senhor de Sotomaior e de Inês Pires de Ambia (1190 -?).
2. Elvira Nunes Maldonado (1210 – 1246) casada com Pedro Soares Sarraza (1210 - ?) e neto do rei Afonso IX de Leão e Castela.